# تیم ملی فوتبال زیر ۲۱ سال مجارستان
تیم ملی فوتبال زیر ۲۱ سال مجارستان (انگلیسی: Hungary national under-21 football team) یا تیم ملی فوتبال جوانان مجارستان، نماینده کشور مجارستان در مسابقات فوتبال جوانان اروپا و جهان است که زیر نظر فدراسیون فوتبال مجارستان فعالیت می‌کند.